# Quần đảo Maluku
Quần đảo Maluku (cũng gọi là Moluccas, quần đảo Moluccan, quần đảo Gia vị hay đơn giản là Maluku) là một quần đảo ở Indonesia, một phần của quần đảo Mã Lai. Nhóm đảo này nằm trên mảng Australia, nằm ở phía đông của Sulawesi (Celebes), tây của New Guinea, và phía bắc của Timor. Quần đảo này trong lịch sử được người Trung Hoa và người châu Âu gọi là "quần đảo Gia vị" nhưng thuật ngữ này cũng được áp dụng cho các đảo khác.
Phần lớn các đảo này là núi non, một số đảo có các núi lửa đang hoạt động, và có khí hậu ẩm.
Về mặt hành chính, quần đảo Maluku tạo thành một tỉnh từ năm 1950 đến 1999. Năm 1999, các nhiếp chính khu Bắc Maluku (Maluku Utara) và Halmahera Tengah (Trung Halmahera) được tách ra lập một tỉnh, do đó hiện nay quần đảo này gồm 2 tỉnh là Maluku và Bắc Maluku. Trong giai đoạn 1999 và 2002, nơi đây nổi tiếng là nơi có các cuộc xung đột tôn giáo giữa những tín đồ Thiên chúa giáo và Hồi giáo nhưng những năm gần đây đã tạm yên ổn.

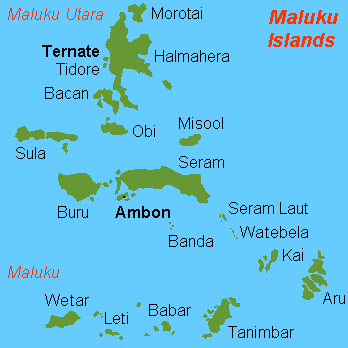
Quần đảo Maluku

## Địa lý
Quần đảo Maluku có 80% diện tích mặt nước và 20% mặt dất (776.500 km² mặt nước và 77.990 km² mặt đất).
Tỉnh Maluku Utara
- Ternate, đảo chính
- Bacan
- Halmahera - với diện tích 20.000 km², là đảo lớn nhất trong quần đảo Maluku.[1]
- Morotai
- Quần đảo Obi
- Quần đảo Sula
- Tidore

Tỉnh Maluku
- Đảo Ambon, đảo chính
- Quần đảo Aru
- Quần đảo Babar
- Quần đảo Banda
- Buru
- Quần đảo Kai
- Quần đảo Leti
- Seram
- Quần đảo Tanimbar
- Wetar